# Patinação de velocidade nos Jogos Pan-Americanos de 2015 - 10000 m eliminação + pontos feminino
A competição 10.000 m mais  pontos feminino da patinação de velocidade sobre rodas nos Jogos Pan-Americanos de 2015 foi disputada por onze patinadores na escola  católica São João Paulo II em Toronto no dia 13 de julho. 

## Calendário
Horário local (UTC-4).
| Data        | Horário | Fase  |
| ----------- | ------- | ----- |
| 13 de julho | 16:35   | Final |

## Medalhistas
| Ouro   | ARG Maira Arias          |
| Prata  | ECU Emma Clare Townshend |
| Bronze | USA Darian O'Neil        |

## Resultados
| Pos.              | Patinador                | Nacionalidade      | Pontos |
| ----------------- | ------------------------ | ------------------ | ------ |
| Medalha de ouro   | Maira Arias              | ARG Argentina      | 41     |
| Medalha de prata  | Emma Clare Townshend     | ECU Equador        | 11     |
| Medalha de bronze | Darian O'Neil            | USA Estados Unidos | 6      |
| 4                 | Valeria Riffo            | CHI Chile          | 6      |
| 5                 | Sindy Cortes Chavez      | VEN Venezuela      | 5      |
| 6                 | Daniela Luna             | MEX México         | 2      |
| 7                 | Valérie Maltais          | CAN Canadá         | 1      |
| 8                 | Dalia Soberanis Marenco  | GUA Guatemala      | DNF    |
| 8                 | Johana Viveros Mondragon | COL Colômbia       | DNF    |
| 8                 | Judith Lopez             | ESA El Salvador    | DNF    |
| 8                 | Jennifer Monterrey       | CRC Costa Rica     | DNS    |